# Kemitron Naja
O Naja foi um computador pessoal brasileiro produzido pela empresa mineira Kemitron a partir de 1983. Era compatível a nível de software e hardware com o TRS-80 Modelo III estadunidense, e consistia num gabinete com teclado profissional, ao qual podia ser incorporado um monitor de fósforo verde de 12", fabricado pela mesma empresa. Na configuração básica (CPU, 48 KiB de RAM e teclado), era vendido por Cr$ 500.000,00 em fevereiro de 1983, enquanto que a versão com monitor de vídeo e duas unidades de disquete era comercializada por Cr$ 1.600.000,00.
O Naja nunca teve vendas tão expressivas quanto as do CP 500, campeão absoluto entre os clones brasileiros do TRS-80. Em 1985, já no fim da era das máquinas de 8 bits, foi substituído pelo Naja 800.

## Características
- Memória:
  - ROM: 16 KiB
  - RAM: 48 KiB / 64 KiB
- Teclado: mecânico, com 65 teclas e teclado numérico reduzido.
- Display:
  - 16 X 64 texto
  - 16 X 32 texto (expandido)
  - 64 x 192 ("gráfico de baixa resolução")
  - 256 X 192 (gráfico)
- Expansão:
  - 6 slots internos
- Portas:
  - 1 saída para monitor de vídeo
  - 1 porta Centronics
  - Interface de cassete
- Armazenamento:
  - Gravador de cassete (a 500/1500 bauds), acionamento remoto por relé
  - Drives de 5" 1/4 DS/DD: até quatro unidades externas, de 163 KiB cada
- Som:
  - Alto-falante interno ("buzzer")